# Linderiella africana
Linderiella africana är en kräftdjursart som beskrevs av Thiéry 1986. Linderiella africana ingår i släktet Linderiella och familjen Chirocephalidae. Inga underarter finns listade i Catalogue of Life.